# Tredjelandsmedborgare
En tredjelandsmedborgare är inom unionsrätten en person som inte är medborgare i någon av medlemsstaterna inom Europeiska unionen och som således saknar unionsmedborgarskap. I vissa fall, särskilt rörande fri rörlighet för personer, betraktas dock inte heller medborgare från Island, Liechtenstein och Norge (genom EES-avtalet) eller Schweiz (genom ett bilateralt avtal med unionen) som tredjelandsmedborgare. Även ovannämnda personers familjemedlemmar, som åtnjuter fri rörlighet enligt unionsrätten, betraktas i vissa fall inte som tredjelandsmedborgare.
Tredjelandsmedborgare saknar i regel de rättigheter som tillkommer unionsmedborgare, däribland rätten att fritt röra sig och uppehålla sig inom unionen, till exempel för att ta anställning, driva företag eller bedriva studier i en annan medlemsstat, på samma villkor som de egna medborgarna i den medlemsstaten.